# Italienisch-österreichische Beziehungen
Die italienisch-österreichischen Beziehungen sind das zwischenstaatliche Verhältnis zwischen Italien und Österreich. Nachdem die Beziehungen durch die Ereignisse von zwei Weltkriegen belastet wurden, haben die beiden Nachbarstaaten nach 1945 freundschaftliche Beziehungen aufgebaut. Beide Länder sind gemeinsam Mitglieder der Eurozone und der Europäischen Union. Sie arbeiten auch eng im Rahmen der Alpenländer und der Europaregion Tirol–Südtirol–Trentino zusammen. Das Außenministerium Österreichs bezeichnet Italien als einen der „wichtigsten Partner auf wirtschaftlicher und kultureller Ebene“.

## Geschichte

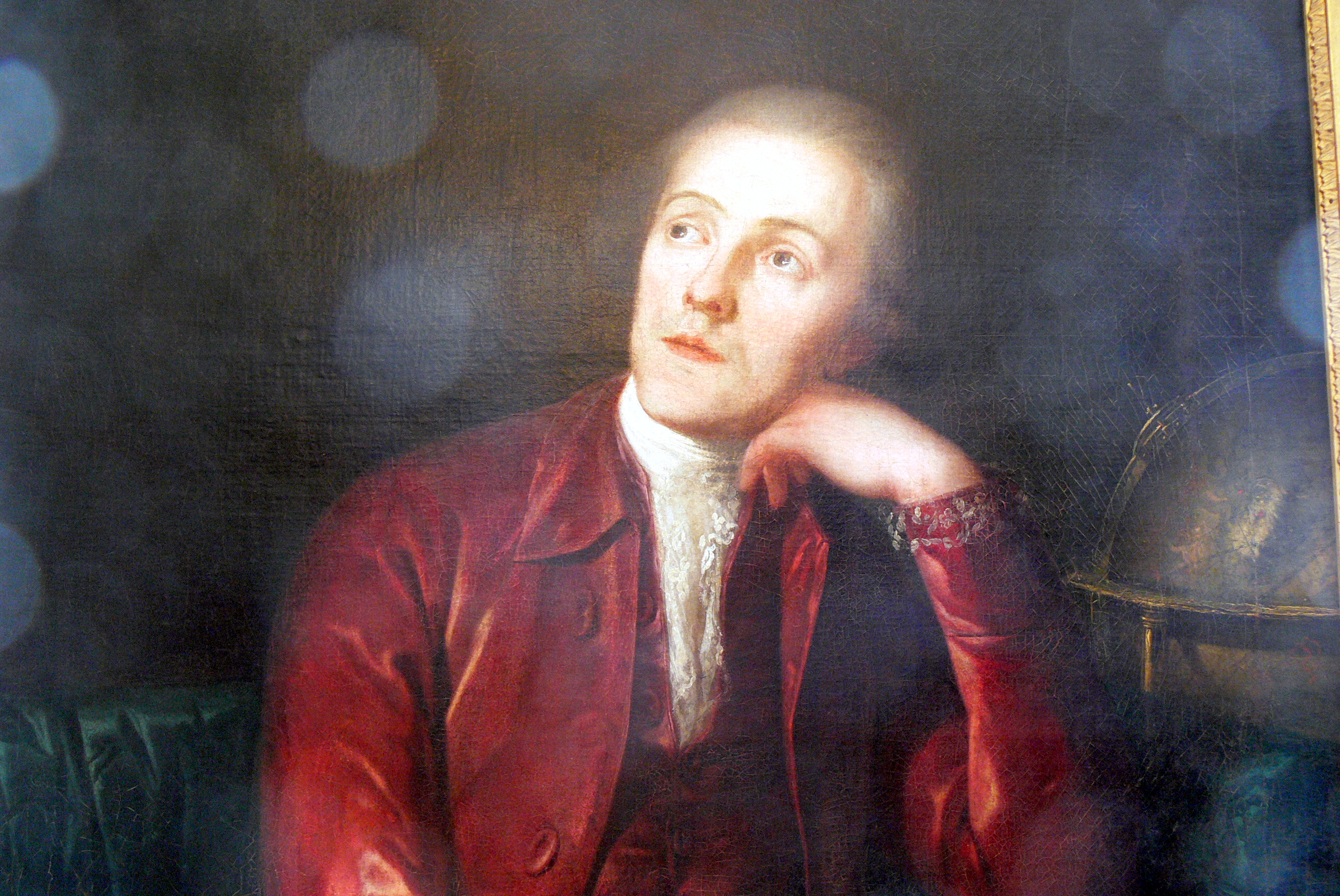
Nikolaus von Pacassi

Das heutige Staatsgebiet Österreichs gelangte um ca. 15 v. Chr. unter die Herrschaft des Römischen Reiches (siehe Römisches Österreich). Die Römer trieben die Kulturentwicklung voran und gründeten zahlreiche Städte in Österreich. Mit dem Niedergang Westroms im 5. Jahrhundert wurden die kulturellen und wirtschaftlichen Kontakte zwischen beiden Gebieten für eine Zeit lang gestört und weniger intensiv.
Teile Italiens (Reichsitalien) und Österreich waren über Jahrhundert nominell Teil des Heiligen Römischen Reiches, agierten allerdings schon früh weitgehend eigenständig. Seit dem Mittelalter hatte Österreich großen Einfluss auf die italienischen Staaten, vor allem auf die im Norden des Landes. Auf der anderen Seite beeinflusste Italien die österreichische Kultur, Architektur und Küche und viele Künstler und Architekten wie Antonio Salieri, Martino Altomonte, Nikolaus von Pacassi oder Vincenzo Scamozzi trugen zum Barock in Österreich bei, vor allem in der Stadt Salzburg.
Italiener und Österreicher haben eine Reihe von Kriegen geführt, sowohl als Feinde als auch Verbündete. Österreich war in den Kriegen gegen das Osmanische Reich mit mehreren italienischen Staaten verbündet, z. B. mit der Toskana, Mantua, Ferrara, Savoyen und dem Kirchenstaat im Langen Türkenkrieg (1593–1606) und mit Venedig im Großen Türkenkrieg (1684–1699) und dem Venezianisch-Österreichischen Türkenkrieg (1716–1718). Österreich und die Republik Venedig kämpften im Uskokenkrieg (1615–1618) um Einfluss im Adriatischen Meer.

### Habsburger in Italien

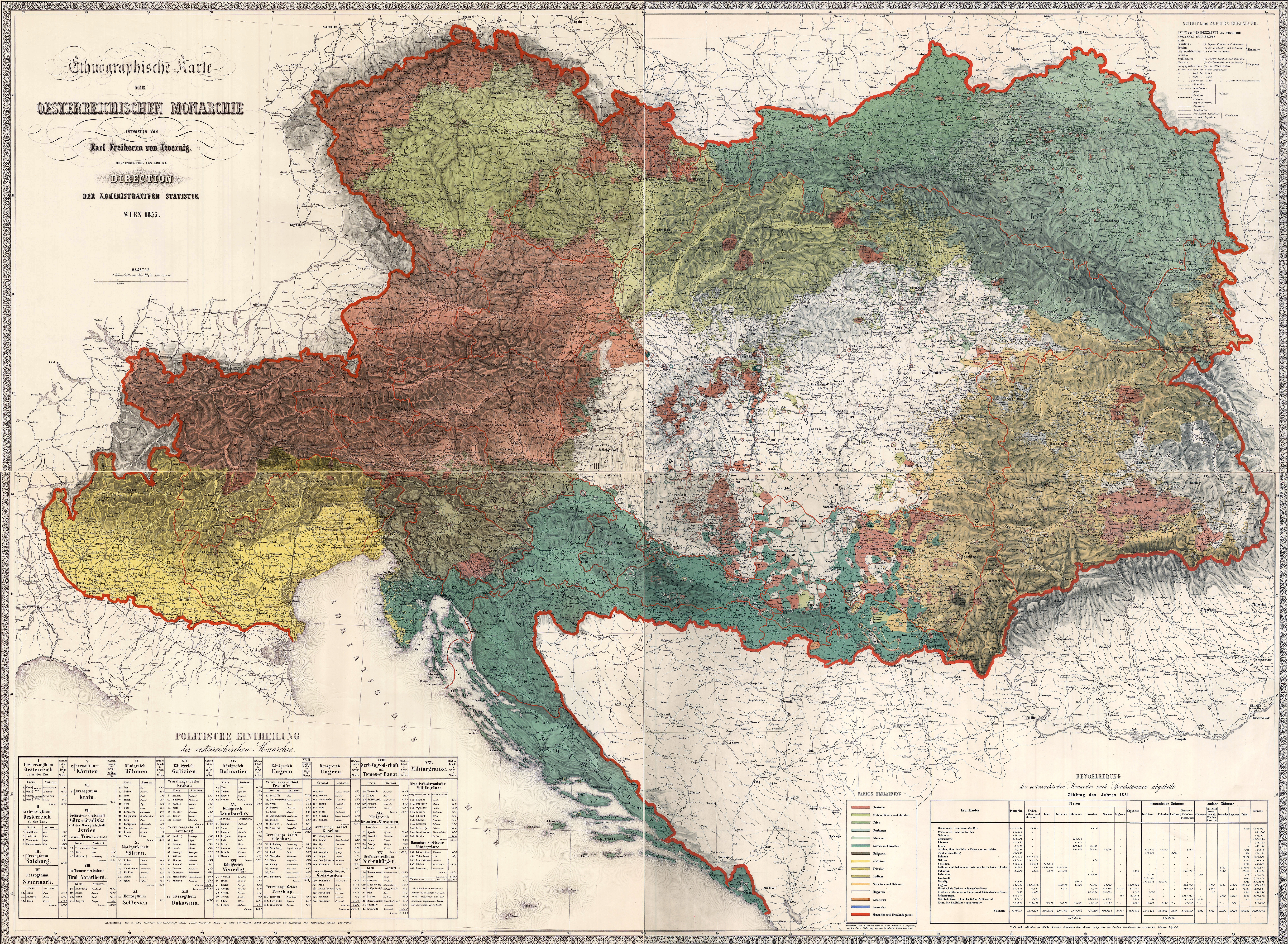
Ethnische Karte der Habsburgermonarchie (1855)

Ab dem 18. Jahrhundert expandierte Österreich unter den Habsburgern nach Italien und beherrschte verschiedene Teile Italiens zu verschiedenen Zeiten. Infolge des Spanischen Erbfolgekriegs fielen 1714 die Herzogtümer Mailand und Mantua in Norditalien sowie die Königreiche Neapel und Sardinien in Süditalien an die Habsburgermonarchie. Im Vertrag von Den Haag von 1720 erwarb Österreich das Königreich Sizilien im Tausch gegen Sardinien, das an das Herzogtum Savoyen fiel. Während des Polnischen Erbfolgekriegs verloren die Habsburger 1734 sowohl Neapel als auch Sizilien, erwarben aber das Herzogtum Parma. Während des Österreichischen Erbfolgekriegs kämpfte Österreich gegen die Republik Genua und das Herzogtum Modena und Reggio und besetzte sogar kurzzeitig Genua und Modena, zog sich aber gemäß dem Frieden von Aachen von 1748 aus beiden Ländern zurück und verlor Parma. 1797 gab Österreich gemäß dem Frieden von Campo Formio Mailand und Mantua an die neu gegründete Cisalpinische Republik ab, gewann aber einen Teil der Republik Venedig, die zwischen Österreich und Frankreich aufgeteilt wurde, wobei der von Österreich annektierte Teil die neue Provinz Venedig bildete. 1803 wurde das Fürstbistum Trient dem österreichisch beherrschten Tirol angegliedert. 1805 verlor Österreich die Provinz Venedig an das napoleonische Königreich Italien und Trient an Bayern, letzteres fiel 1810 ebenfalls an das Königreich Italien. Nach dem Wiener Kongress 1815 fielen Venedig, Mailand, Mantua und Trient wieder an Österreich, wobei die drei erstgenannten in das neu gegründete Königreich Lombardo-Venetien eingegliedert wurden und die beiden letztgenannten wieder zu Tirol kamen.
Die österreichische Herrschaft in Norditalien führte zu den drei italienischen Unabhängigkeitskriegen zwischen 1848 und 1866, die schließlich zum Sieg Italiens und zum Anschluss von Lombardo-Venetien an das vereinigte Königreich Italien führten. Der italienische Kampf gegen Österreich wird in der italienischen Nationalhymne aus dem Jahr 1847 erwähnt. Die Spannungen hielten bis in die 1870er Jahre an, als die fortgesetzte österreichische Herrschaft über die von Italienern bewohnten Gebiete wie Trentino und Istrien den italienischen Nationalismus entfachte, der wiederum die österreichische Einheit bedrohte; infolgedessen verstärkten die Österreicher die Befestigungen entlang der italienischen Grenze. 1876 befürwortete der österreichische Erzherzog Albrecht einen Präventivschlag gegen Italien.

Bündnisse vor dem Ersten Weltkrieg

Trotz des Abschlusses des Dreibundes von 1882 (zusammen mit dem Deutschen Kaiserreich) gab es weiterhin Interessenskonflikte. Die sich verbessernden Beziehungen Italiens zu Frankreich, die italienischen Interessen auf dem Balkan und der anhaltende Nationalismus der Italiener in Österreich-Ungarn beunruhigten Wien. Das Festhalten Italiens am Dreibund im Falle eines Krieges wurde angezweifelt, und ab 1903 wurden vom österreichischen Generalstab erneut Pläne für einen möglichen Krieg gegen Rom aufrechterhalten. Das gegenseitige Misstrauen führte zu einer Verstärkung der Grenze und zu Spekulationen in der Presse über einen Krieg zwischen den beiden Ländern bis ins erste Jahrzehnt des 20. Jahrhunderts.

### Erster und Zweiter Weltkrieg
Während des Ersten Weltkriegs kämpfte Italien gegen Österreich-Ungarn, obwohl das Land einige Jahrzehnte zuvor noch den Dreibund mit Italien geschlossen hatte. Am Ende des Kriegs ging Italien als Sieger hervor und gewann Gebiete von Österreich, in erster Linie Triest und das Trentino, aber auch das mehrheitlich deutschsprachige Südtirol. Mit dem Vertrag von Saint-Germain wurde Österreich-Ungarn aufgelöst und die Erste österreichische Republik entstand auf dem Gebiet von Deutschösterreich. Das faschistische Italien unter Benito Mussolini wurde zur Schutzmacht Österreichs, da es eine Expansion Deutschlands an seine Grenze zu Südtirol fürchtete. Der Abessinienkrieg isolierte Mussolini international, was 1936 zu einem Bündnis Italiens mit NS-Deutschland führte. Italien hörte auf, für die Sicherheit Österreichs zu garantieren, was Hitler den Anschluss Österreichs an das Deutsche Reich ermöglichte. Während des Zweiten Weltkriegs waren italienische Kriegsgefangene ab 1943 unter den alliierten Kriegsgefangenen, die in Kriegsgefangenenlagern der Wehrmacht⁣ in dem besetzten Österreich interniert wurden.

### Nach 1945

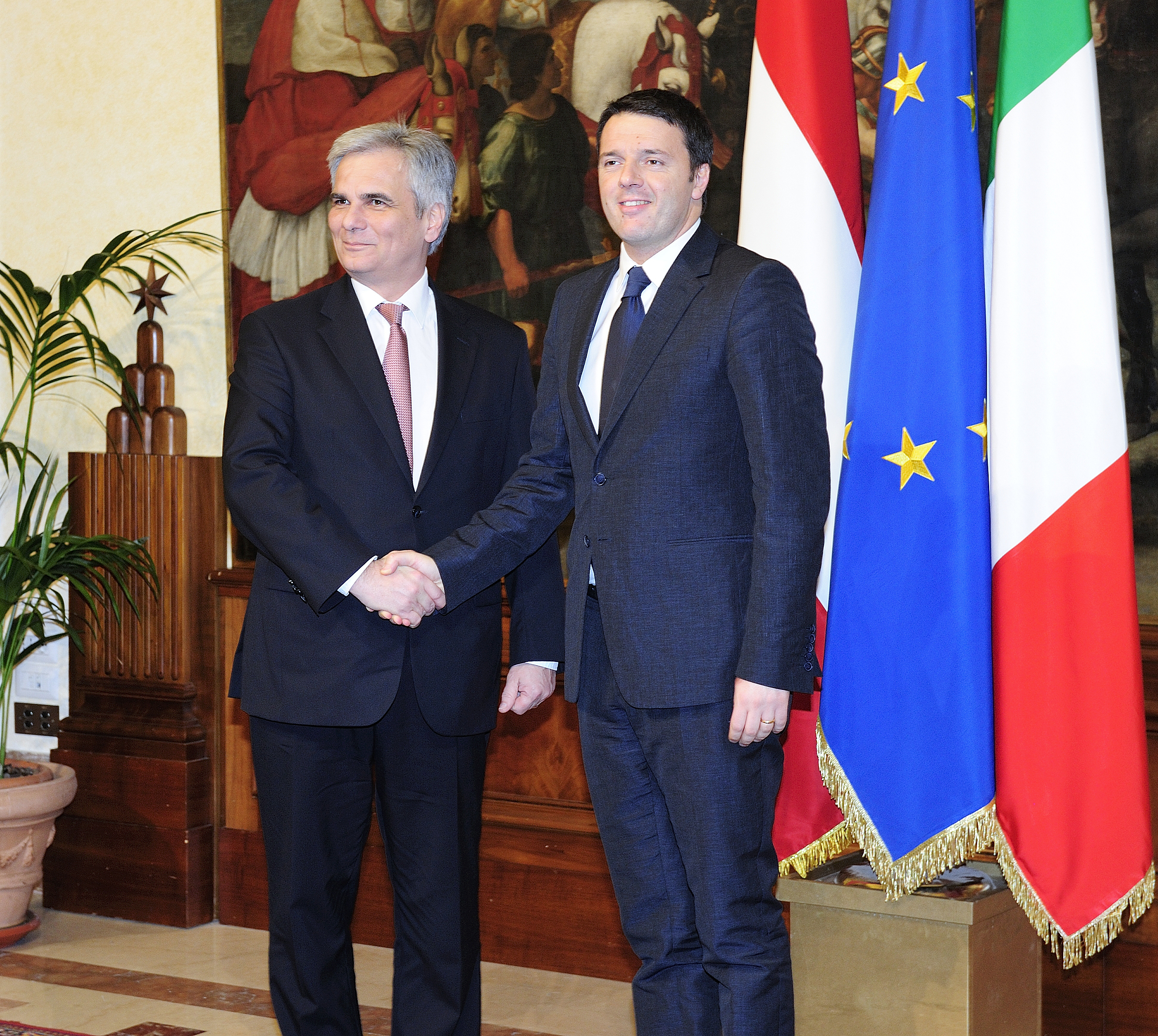
Werner Faymann und Matteo Renzi (2014)

Nach 1945 wurde ein langwieriger Prozess der Normalisierung und Versöhnung zwischen Österreich und Italien eingeleitet. Ein Streitpunkt zwischen beiden Ländern blieb der Status von Südtirol, dem die Italiener 1948 einen autonomen Status gewährten. Allerdings blieben die Umsetzung des Gruber-De-Gasperi-Abkommens und Auslegung dieser Autonomie unzureichend. In den 1950er und 1960er Jahren kam es zu einer Eskalation der Gewalt, die bis hin zu terroristischen Anschlägen reichten. Aufgrund der Missachtung der Südtiroler Autonomie reichte Österreich eine Beschwerde bei den Vereinten Nationen ein. Der Durchbruch in der Lösung des Südtirolkonflikts wurde 1969 durch das sogenannte Südtirol-Paket erreicht, das eine Reihe von Maßnahmen zur Erweiterung und Vertiefung der Südtiroler Autonomie vorsah. Es trat 1972 in Kraft und Österreich zog 1992 seine UN-Beschwerde gegen Italien zurück, wodurch sich die Beziehungen verbesserten.
Die Beziehungen zwischen Österreich und Italien wurden durch den Beitritt Österreichs zur Europäischen Union im Jahr 1995 weiter gestärkt. Die beiden Länder wurden zu Partnern in der europäischen Integration und profitierten von der Beseitigung der Grenzkontrollen, der Schaffung des Binnenmarktes und der Einführung des Euro. Durch die europäische Integration eröffneten sich auch neue Möglichkeiten für die grenzüberschreitende Zusammenarbeit zwischen Österreich und Italien, insbesondere in den Grenzregionen wie innerhalb der Europaregion Tirol–Südtirol–Trentino.

## Wirtschaftsbeziehungen
Mit einem Handelsvolumen von knapp 23 Milliarden Euro (2021) war Italien für Österreich der zweitwichtigste Handelspartner. Die Handelsbilanz ist weitgehend ausgeglichen und die beiden Länder tauschen vor allem Maschinen, Metalle (vorwiegend Eisen und Stahl), Fahrzeuge, Kleidung und Nahrungsmittel aus. Zahlreiche Touristen aus Österreich bereisen jährlich Italien.

## Grenze zwischen Italien und Österreich

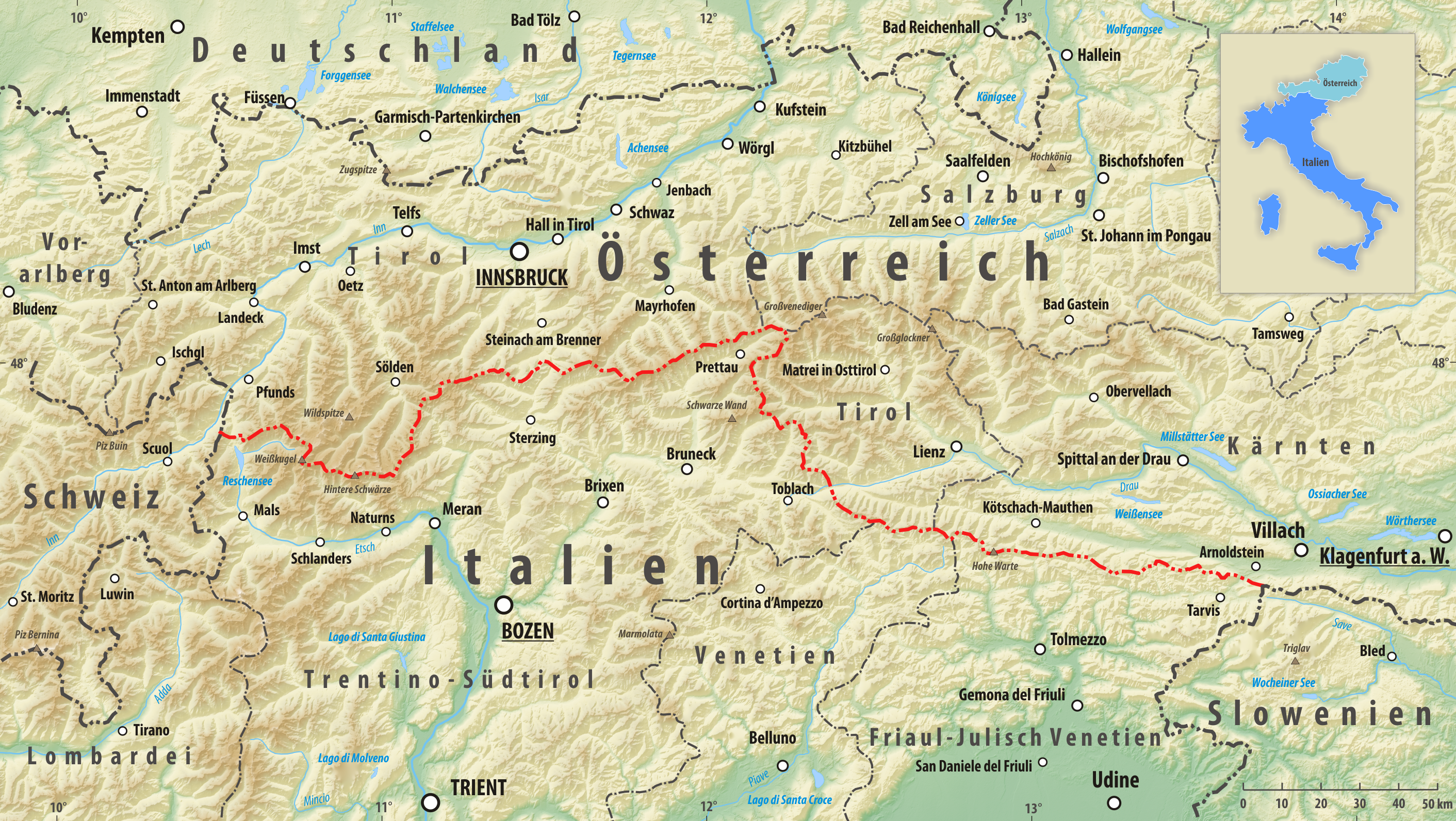
Grenze zwischen Italien und Österreich

Österreich und Italien verbindet eine knapp 400 Kilometer lange gemeinsame Grenze entlang der Alpen. Zwischen den beiden Ländern bestehen trotz der gebirgigen Grenzlandschaft eine Reihe von Verkehrsverbindungen, darunter u. a. der Brennerpass, der beide Länder per Straße und Schiene verbindet.

## Diplomatische Standorte
- Österreich hat eine Botschaft in Rom und ein Generalkonsulat in Mailand
- Italien hat eine Botschaft in Wien und ein Konsulat in Innsbruck

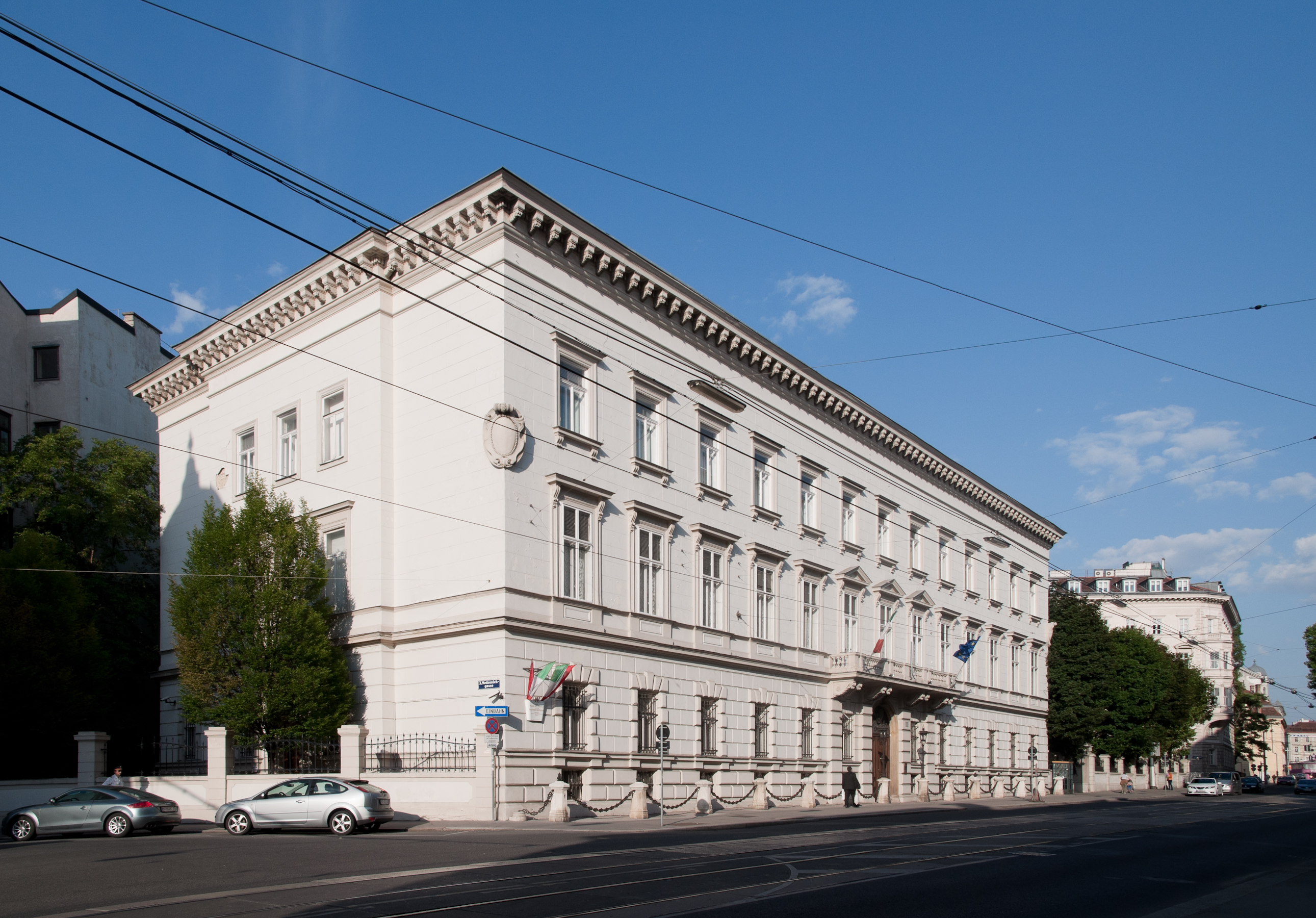
Palais Metternich in Wien, Sitz der italienischen Botschaft
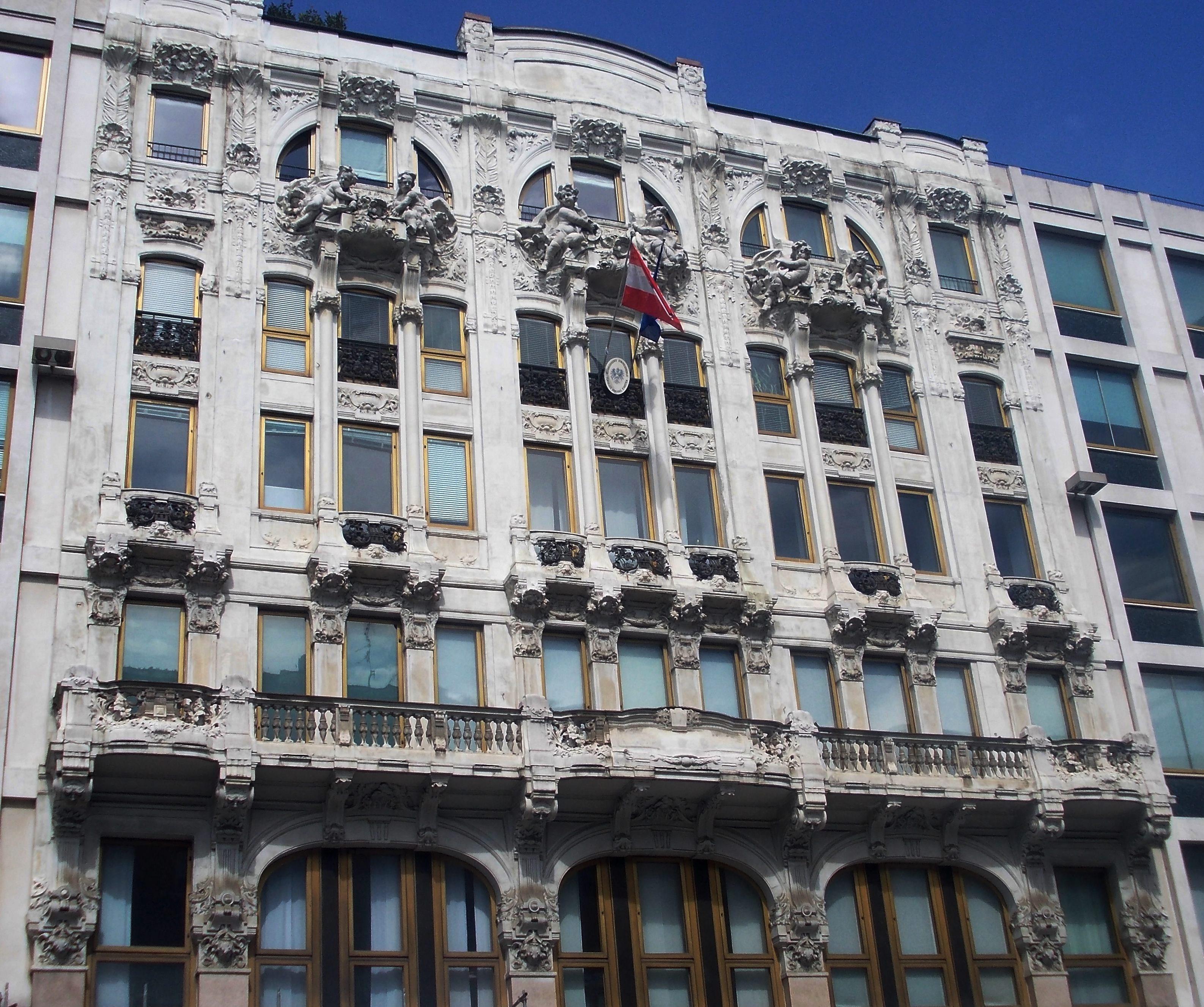
Österreichisches Generalkonsulat in Mailand